# Ilu-Mer
Ilu-Mer (accadi: 𒀭𒈨𒅕, Ilu-Me-Er) va ser el vint-i-unè rei d'Assíria segons les Llistes dels reis assiris, on es diu que era el cinquè entre els deu reis «el pare dels quals és conegut».
Ilu-Mer va ser el fill i successors de Hayani. El va succeir el seu fill Yakmesi.